# Ретикулоцит
Ретикулоцитите се образуват в костния мозък. Те са млади еритроцити и са преходен стадий в развитието на червения кръвен ред – от ортохромни еритробласти към еритроцити. Тези млади червени кръвни клетки не се откриват чрез обичайното оцветяване по Романовски-Гимза, а при специално суправитално обагряне което най-често се извършва с 1% разтвор на брилянткрезилблау. Така се доказват вариращи по количество остатъци от РНК под форма на зърнисто-мрежеста субстанция (substantia granulofilamentosa) – съдържат т.нар. грануло-филаментозна субстанция, състояща се от зрънца и нишки. Предполага се, че след излизане от костния мозък в периферната кръв ретикулоцитите съзряват за няколко часа. Чрез проследяване на броя и типа на ретикулоцитите се получават данни относно възстановителната, регенеративната способност на костния мозък.
Количеството на субстанцията в различните клетки може да бъде различно и в зависимост от него различаваме 5 групи ретикулоцити(Ret)
- 0 група Ret – еритроцити които имат централно разположено ядро и около ядрото има разположена гранулофиламентозна субстанция. Тя се багри в синьовиолетово, а самите клетки са светлосиньозелено оцветени.

- 1 група Ret – еритроцити, които имат гранулофиламентозна субстанция разположена централно в клетката на мястото на ядрото.

- 2 група Ret – субстанцията е разтлана в целия еритроцит като непрекъсната мрежа

- 3 група Ret – накъсана в нишки субстанция

- 4 група Ret – наличие на единични зрънца и нишки предимно с периферно разположение

Когато се приготвя натривка за микроскопско изслледване на Ret се използва директно взета периферна кръв. Не е желателно да се използва периферна или венозна кръв взета с антикоагулант, тъй като той потиска действието на оцветителя и се намалява качеството на препарата. Пръстът се дезинфекцира и се убожда, изтрива се първата капка кръв. В часовниково стъкло с помощта на хемоглобинова пипета се взима кръв точно до делението на пипетата и се поставя в часовниковото стъкло. След това със същата пипета се взима същото количество но от боята, тоест взимат се равни количества от кръвта и боята. Размесват се добре и веднага, за да не се образува съсирек. След като е размесена добре кръвта с боята се поставя в петриева паничка (влажна водна камера). Така се оставя 20 – 30 минути да престои. Целта е боята да проникне в клетките, да ги оцвети и да оцвети субстанцията. След като престои необходимото време се размесва добре и се взема една капка от сместа и се поставя върху предметно стъкло и се изтегля натривката. Оставя се да изсъхне на стайна температура, надписва се в горния край и се микроскопира с имерсия.
Ret се изброяват спрямо 1000 Ер. По принцип се изброяват най-малко в три зрителни полета и се взима средната стойност от броя им и се изчислява колко трябва да има на 1000 Er.
Също така трябва да се има предвид общия брой на Er в кръвта.
Референтни стойности: 6 – 12‰ на 1000 Er или от 24 – 84 G/l най-вече от 3 – 4 група.
Наличието на незрели Ret от 0,1 и 2 група е израз на смутена еритропоеза.
Увеличените стойности се наричат-ретикулоцитоза и си срещат при хемолитична анемия, при пернициозна анемия.
Намалени стойности се наричат-ретикулоцитопения-при слаба регенеративна способност на костния мозък. При апластични анемии, анемии при тумори и др.